# Pseudoligosita utilis
Pseudoligosita utilis is een vliesvleugelig insect uit de familie Trichogrammatidae. De wetenschappelijke naam is voor het eerst geldig gepubliceerd in 1917 door Kowalski.